# GDDR7
GDDR7 SDRAM (англ. Graphics Double Data Rate 7 Synchronous Dynamic Random-Access Memory) — це тип синхронної графічної оперативної пам'яті, визначений стандартом напівпровідникової пам'яті JEDEC, з високою пропускною здатністю, «інтерфейсом подвійної швидкості передачі даних», призначений для використання в графічних картах, ігрових консолях та високопродуктивних обчисленнях. Це тип GDDR SDRAM (графічної DDR SDRAM), і є наступником GDDR6.

## Історія
- На Samsung Tech Day 2022, Samsung оголосив про GDDR7 як наступника GDDR6X, який може забезпечити до 36 GT/s.[1] Через два місяці Samsung оголосив, що буде використовувати сигналізацію PAM-3 для досягнення найвищої швидкості передачі даних.[2]
- 8 березня 2023 року Cadence оголосила про інструмент для верифікації попереднього виробництва GDDR7 SDRAM.[3]
- 30 червня 2023 року Micron оголосила, що вироблятиме пам'ять на основі технологічного процесу 1ß (еквівалент 12–10 нм), запланований до випуску в першій половині 2024 року.[4]
- 18 липня 2023 року Samsung оголосила про перше покоління GDDR7, яке може досягти до 32 Gbps на пін (на 33% вища пропускна здатність на пін у порівнянні з 24 Gbps на пін у GDDR6), на 40% вища пропускна здатність (1.5 TB/s) у порівнянні з GDDR6 (1.1 TB/s) та на 20% енергоефективніше. Для упаковки буде використовуватися епоксидне литтєве з'єднання (EMC) разом з оптимізацією архітектури IC, що знизить тепловий опір на 70%.[5] Пізніше, під час сесії питань та відповідей, Samsung зазначила, що виробництво буде здійснюватися з використанням процесу D1z (еквівалент 15–14 нм[6]) і працюватиме при напрузі 1.2В. Версія на 1.1В з нижчою частотою буде доступна пізніше після випуску версії на 1.2В.[7]
- 5 березня 2024 року JEDEC опублікував офіційний стандарт та специфікації графічної пам'яті GDDR7.[8]

## Технології
GDDR7 SDRAM використовує сигнал PAM-3 (три-рівнева імпульсно-амплітудна модуляція) замість NRZ. PAM-3 на 20% енергоефективніше за NRZ при вищій пропускній здатності. Виробниче обладнання буде дешевше, ніж для PAM-4. PAM-3 обробляє 1.58 біта за цикл, тоді як NRZ обробляє лише 1 біт за цикл. GDDR7 SDRAM також буде вироблятися за процесом 1ß (еквівалент 12–10 нм), що буде останнім виробничим процесом DRAM, який використовує фотолітографію з глибоким ультрафіолетом (DUV); майбутні пристрої будуть вироблятися з використанням літографії з екстремальним ультрафіолетом (EUV).